# Vanessa Herzog
Vanessa Herzog (Wenen, 4 juli 1995, meisjesnaam Bittner) is een Oostenrijks langebaan- en inlineschaatsster. Herzog is houdster van alle nationale records bij de junioren en houdster van drie nationale records bij de senioren. Ze is vooral sterk op de korte afstanden (500 en 1000 meter) en op de massastart. Met ingang van seizoen 2022/2023 maakte Herzog de overstap naar de internationale schaatsploeg Novus en sinds 2024 traint ze in de Verenigde Staten mee met het team van Ryan Shimabukuro.

## Biografie
Herzog is geboren in Wenen en groeide op in Innsbruck. Op vijfjarige leeftijd bracht haar opa haar naar de ijsbaan in Innsbruck. In 2011 maakte Herzog onder supervisie van trainer Johannes Wolf haar debuut op het WK Junioren waar ze 17e werd. Een jaar later behaalde ze een toptienplek: 9e. Op 17 maart 2012 won ze de Viking Race in Thialf, Heerenveen en op 12 januari 2013 maakt ze haar allrounddebuut bij de senioren op het EK in Thialf. Bij de eerste wereldbekerwedstrijden van seizoen 2014/2015 in Obihiro promoveerde ze tijdens de 500 meter bij de B-groep in de eerste omloop door deze wedstrijd te winnen. Bij de tweede omloop reed ze naar de derde tijd in 38,33 achter Lee Sang-hwa en Nao Kodaira.
In seizoen 2015/2016 scherpte ze tijdens de eerste serie wereldbekerwedstrijden in Calgary en Salt Lake City haar tijden aan en zette ze haar trend van het vorige seizoen voort. Op de WK Afstanden in Kolomna kwam ze tot een vierde plek op de 1000 meter. Hierna maakte ze de overstap naar Team Victorie. Een seizoen eerder probeerde Team Clafis Herzog toe te voegen aan de ploeg toen de Amerikaanse Brittany Bowe afhaakte. In maart 2017 werd Herzog aangereden door een vrachtwagen na een fietstraining in Ferlach.
In januari 2018 in Erfurt pakte ze voor het eerst op de 1000 meter de winst in wereldbekerverband. Op de eerste wereldbekerwedstrijd van seizoen 2018/2019 won Herzog opnieuw de 1000 meter in een nieuw baanrecord van 1.14,57 waarmee ze de Japanse dames Nao Kodaira (1.14,84) - die de tijd zette - en Miho Takagi in eigen huis achter zich hield.
Na seizoen 2019/2020 volgde een mindere winter vanwege twee hernia’s waardoor Herzog niet kon trainen. Na twee jaar onderdeel geweest te zijn van Team Reggeborgh sloot ze zich uiteindelijk aan bij het internationale collectief onder leiding van Daniel Greig maar blijft ze onder begeleiding staan van haar man Thomas Herzog. Op 20 november 2022 eindigde ze als tweede op de 500 meter tijdens de tweede wereldbekerwedstrijd in Thialf.

## Persoonlijk records
| Afstand    | Tijd    | Datum            | Baan           |
| ---------- | ------- | ---------------- | -------------- |
| 500 meter  | 0 36,85 | 9 maart 2019     | Salt Lake City |
| 1000 meter | 1.13,43 | 10 december 2017 | Salt Lake City |
| 1500 meter | 1.54,92 | 10 december 2022 | Calgary        |
| 3000 meter | 4.21,39 | 16 januari 2016  | Inzell         |
| 5000 meter | 8.12,34 | 23 december 2012 | Innsbruck      |

## Resultaten
| Jaar | EK Allround           | EK Sprint            | EK Afstanden              | WK Sprint              | WK Afstanden                             | Olympische Spelen                         | Wereldbeker                      | WK Junioren               |
| ---- | --------------------- | -------------------- | ------------------------- | ---------------------- | ---------------------------------------- | ----------------------------------------- | -------------------------------- | ------------------------- |
| 2011 |                       |                      |                           |                        |                                          |                                           |                                  | 17e (16e, 26e, 23e, 21e)  |
| 2012 |                       |                      |                           |                        |                                          |                                           | 9e · (, 9e, 8e, 18e)             |                           |
| 2013 | NC25 (11e, 26e, -, -) |                      |                           |                        |                                          |                                           | 4e · (, 6e, , 6e)                |                           |
| 2014 |                       |                      |                           |                        |                                          | 27e 500m 24e 1000m 34e 1500m              | 31e 500m 38e 1000m 0p 1500m      | NC24 · (, 8e, 4e, -)      |
| 2015 |                       |                      |                           | 8e (10e, 10e, 8e, 6e)  | 10e 500m 9e 1000m 5e massastart          |                                           | 11e 500m 7e 1000m 15e massastart | 500m · 1000m · massastart |
| 2016 |                       |                      |                           | 9e (13e, 8e, 13e, 5e)  | 10e 500m 4e 1000m 9e 1500m 8e massastart | 7e 500m 4e 1000m 25e 1500m 16e massastart |                                  |                           |
| 2017 |                       | 8e (8e, 11e, 6e, 9e) |                           | 8e (7e, 10e, 12e, 10e) | 15e 500m 20e 1000m 9e massastart         | 16e 500m 16e 1000m 38e 1500m              |                                  |                           |
| 2018 |                       |                      | 500m · 1000m · massastart | NS3 (7e, 14e, -, -)    |                                          | 4e 500m 5e 1000m                          | 500m · 5e 1000m · 28e 1500m      |                           |
| 2019 |                       | · (, 5e, , )         |                           | 4e · (, 8e, 5e, 9e)    | 500m · 1000m                             |                                           | 500m · 4e 1000m                  |                           |
| 2020 |                       |                      | 500m                      | 12e · (, 15e, 8e, 16e) | 4e 500m 11e 1000m                        | 4e 500m 13e 1000m                         |                                  |                           |
| 2021 |                       | 6e · (, 7e, 4e, 8e)  |                           |                        | 5e 500m 11e 1000m                        | 5e 500m 23e 1000m                         |                                  |                           |
| 2022 |                       |                      |                           | · (, 4e, , )           |                                          | 4e 500m 8e 1000m                          | 42e 500m 45e 1000m               |                           |
| 2023 |                       | · (, , 5e)           |                           |                        | 500m · 6e 1000m                          |                                           | 500m · 5e 1000m · 20e 1500m      |                           |
| 2024 |                       |                      | 500m · 1000m              | 5e (6e, 6e, 5e, 7e)    | 11e 500m 7e 1000m                        | 15e 500m 21e 1000m                        |                                  |                           |
| 2025 |                       | NS3 (6e, 9e, -, -)   |                           |                        |                                          |                                           |                                  |                           |

NC# = Niet gekwalificeerd voor de laatste afstand, maar wel als # in het eindklassement 
- Gemeinsame Normdatei: 1198503033
- Virtual International Authority File: 4288157282929303640003